# Durrës skönhet

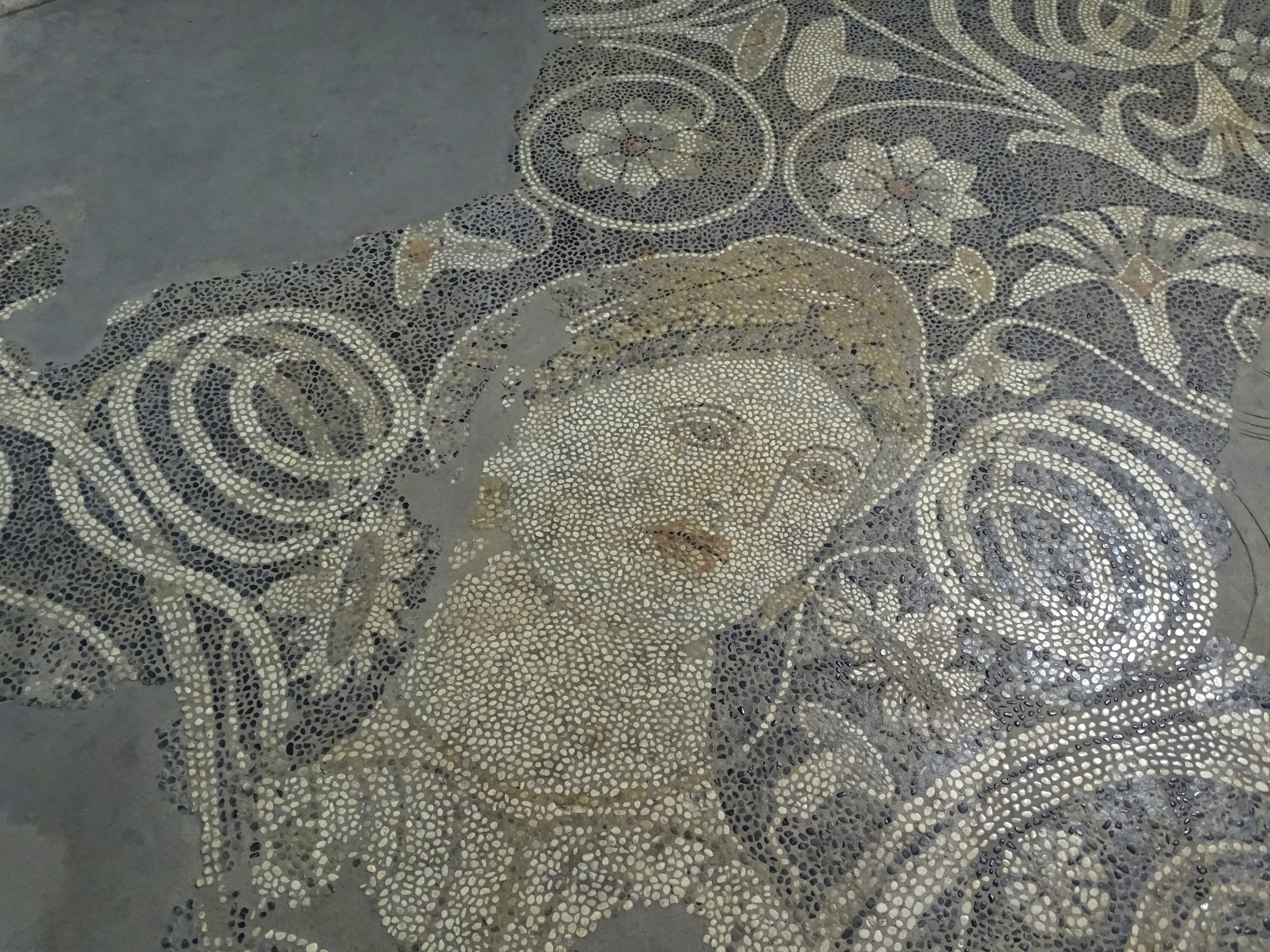
Detalj av mosaiken.

Durrës skönhet (albanska: Bukuroshja e Durrësit) är en polykrom mosaik från staden Durrës i Albanien som visar ett kvinnohuvud omgivet av blommor.
Mosaiken är från 300-talet f.Kr. och upptäcktes 1916.
Enligt en teori föreställer mosaiken gudinnan Eileithyia. Mosaiken uppvisar stilmässiga drag som liknar de hos mosaikerna från staden Pella (som var huvudstad i kungadömet Makedonien under antiken).
Mosaiken flyttades 1982 till Albaniens nationalhistoriska museum i Tirana.